# Damen Auguste
Damen Auguste est un personnage de fiction et l'un des personnages principaux de la saga littéraire Éternels, écrite par Alyson Noël. La saga est constituée de Evermore, Lune bleue, Le Pays des ombres et La Flamme des ténèbres. Il est l'intérêt romantique d'Ever Bloom.

## Biographie fictive
Damen Augustus Notte Esposito est né à Florence en Italie pendant la Renaissance. Son père était un féru de sciences et d'alchimie qui tentait de découvrir la formule de l'élixir d'immortalité. Cependant avant que celui-ci soit achevé, un groupe de voyous pénétra chez lui et tua ses parents. Bien que la mère de Damen l'ait caché dans un placard pour le protéger, il a assisté au meurtre brutal de ses parents le jour de son 10e anniversaire, lui causant d'ignorer cette date pour le reste de sa vie.  
Après leur mort, Damen utilisa le savoir de son père dans le but de perfectionner l'Elixir et ainsi ramener ses parents, en vain. Il fut peu après envoyé dans un orphelinat par l'Église pour "guérir de ses influences démoniaques", où il fut abusé aussi bien physiquement qu'émotionnellement pendant des années. Ses journées semblèrent s'améliorer lorsqu'il rencontra Drina et en tomba amoureux. Pourtant une nouvelle fois, le sort s'acharne et Drina attrape la Peste Noire qui se répandait à l'époque en Europe. Afin de la sauver, Damen recréa l'Elixir d'Immortalité. Il lui donna ainsi qu'à quelques orphelins créant le premier groupe d'Immortels. Damen et Drina restèrent ensemble pour un siècle, allant jusqu'à se marier, mais devinrent rapidement avides de pouvoir et de fortune. Fatigué de l'attitude de Drina et de leur style de vie hédoniste, Damen la quitte.  
Durant sa longue vie, Damen a rencontré beaucoup d'artistes, pour lesquels il offrait de poser. Il est très cultivé. À cause de ses voyages à travers les siècles il parle de nombreuses langues et s'est découvert de nombreux talents comme la peinture, le sport, la cuisine, la musique - il excelle notamment à la guitare, le violon et le piano. Damen a également accumulé beaucoup d'argent, dont l'origine est incertaine même s'il est dit qu'il aime parier aux courses. Il préfère pourtant matérialiser ce dont il a besoin, n'utilisant son argent que de façon assez ostentatoire en vêtements de designer et voitures de luxe. 
Après s'être séparé de sa femme, Damen rencontre Ever ou du moins, sa première incarnation, sous le nom d'Evaline alors qu'il vit à Paris. Il tombe sous le charme rapidement et irrémédiablement. Malheureusement Evaline décède lors d'un accident - le premier de nombreux. En effet, à chaque nouvelle vie et incarnation d'Ever, elle et Damen se trouvaient pour se perdre peu après. Il n'est révélé qu'après que les morts accidentelles des vies passées d'Ever étaient causées par l'ex-femme de Damen, obsédée par lui depuis des siècles et désirant le retrouver, le sépare donc de son âme sœur. 
Quatre cents ans plus tard, alors que Damen a de nouveau croisé la route d'Ever sans se manifester cette fois pour qu'il ne lui arrive rien, il lui sauve la vie car il ne supporte plus de la voir disparaître. Les parents et la sœur d'Ever disparaissent dans cet accident de voiture. Bien qu'il se sente coupable de l'avoir fait puisqu'il considère cela comme un acte égoïste de la garder près de lui au lieu de laisser sa vie prendre son cours et s'arrêter naturellement, au fil du temps lui et Ever tombent amoureux comme lors de leurs précédentes vies.     